# La Maladie de Hambourg
Pour plus de détails, voir Fiche technique et Distribution.
La Maladie de Hambourg est un film franco-ouest-allemand réalisé par Peter Fleischmann et sorti en 1979.

## Synopsis
Après plusieurs décès inexpliqués à Hambourg, pour lesquels les morts ne présentent aucun symptôme de maladie, les services de santé réagissent : toutes les personnes qui ont été en contact avec les morts sont placées en stricte quarantaine, même s'il n'y a qu'une suspicion de contact. La « maladie de Hambourg » est bientôt évoquée dans les médias.

## Fiche technique
- Titre : La Maladie de Hambourg
- Titre original : Die Hamburger Krankheit
- Réalisation : Peter Fleischmann
- Scénario : Peter Fleischmann, Otto Jägersberg et Roland Topor
- Photographie : Colin Mounier
- Costumes : Sophie von Plessen
- Son : Paul Schöler, Yves Zlotnicka, Gérard Loupias
- Montage : Susan Zinowsky
- Musique : Jean-Michel Jarre
- Production : Bioskop Film - Coleidon Film - Hallelujah Films - Société nouvelle de doublage - Terra-Filmkunst - Zweites Deutsches Fernsehen (ZDF)
- Pays :  France -  Allemagne
- Genre : Science-fiction et horreur
- Durée : 117 minutes
- Dates de sortie :
  - Allemagne de l'Ouest - 22 novembre 1979
  - France - 12 mars 1980

## Distribution
- Helmut Griem : Sebastian
- Fernando Arrabal : Ottokar
- Carline Seiser : Ulrike
- Tilo Prückner : Fritz
- Ulrich Wildgruber : Heribert
- Rainer Langhans : Alexander
- Leopold Hainisch : le professeur Placek
- Romy Haag : Carola
- Evelyn Künneke : Wirtin

## Sélection
- Festival international du film fantastique d'Avoriaz 1980[1]